# Гай Клавдій Нерон
Гай Клавдій Нерон (лат. Gaius Claudius Nero; ? — після 201 до н. е.) — політичний, державний та військовий діяч Римської республіки, консул 207 до н. е., цензор 204 до н. е., учасник Другої пунічної війни.

## Життєпис
Походив з патриціанського роду Клавдіїв. Син сенатора Тиберія Клавдія Нерона. 215 року до н. е. був начальником кінноти у 
диктатора Марка Клавдія Марцелла. Спочатку з успіхом воював проти карфагенян під Нолою, згодом на Сицилії.
у 212 році до н. е. став претором. Відіграв важливу роль у захопленні Капуї. Того ж року з військом у 6 тисяч піхоти та 300 кіннотників переправився до Іспанії, де приєднав до своїх сил ще 6 тисяч піхоти та 800 кіннотників. З цим військом рушив до Таррагони. На півдні півострова блокував Гасдрубала Барку. Проте останній під виглядом перемовин щодо відплиття карфагенян до Африки зумів обдурити Нерона й вислизнути з пастки. 211 року до н. е. повернувся до Італії. Тут допомагав проконсулам Аппію Клавдію Пульхру та Квінту Фульвію Флакку у боротьбі з Ганнібалом.
У 207 році до н. е. його обрано консулом разом з Марком Лівієм Салінатором. Головним завданням консулів було не допустити з'єднання Гасдрубала Барки зі своїм братом Ганнібалом. Клавдій рушив на південь проти останнього. У битвах при Венузії та Грументі римський консул зумів завдати поразки карфагенянам й змусити їх відступити у Брутіум. Тут Клавдій Нерон почув звістку, що Гасдрубал вже перетнув Альпи. Тоді поставивши невеликий заслон проти Ганнібала, таємно рушив через усю Італію до Марка Лівія Салінатора. Тут об'єднані війська у битві при Метаврі розбили армію Гасдрубала Барки. За це Клавдій отримав тріумф.
У 204 році до н. е. його обрано цензором разом з Марком Лівієм Салінатором. Втім вони із самого початку почалися гиркатися, особливо це стосувалося спроби Лівія приховати свої статки й зловживання. Гай Клавдій намагався відняти у свого колеги право на коня, але марно. Вони лише зуміли провести перепис військового населення, яке склало 214 тисяч вояків. 201 року до н. е. він очолив посольства до Птолемея V Епіфана, царя Єгипту, з приводу укладання союзу проти Македонії. Подальша доля невідома.